# Zemplénagárd
Zemplénagárd é um município da Hungria, situado no condado de Borsod-Abaúj-Zemplén. Tem 29,09 km² de área e sua população em 2015 foi estimada em 782 habitantes.